# Посмертна маска О. С. Пушкіна

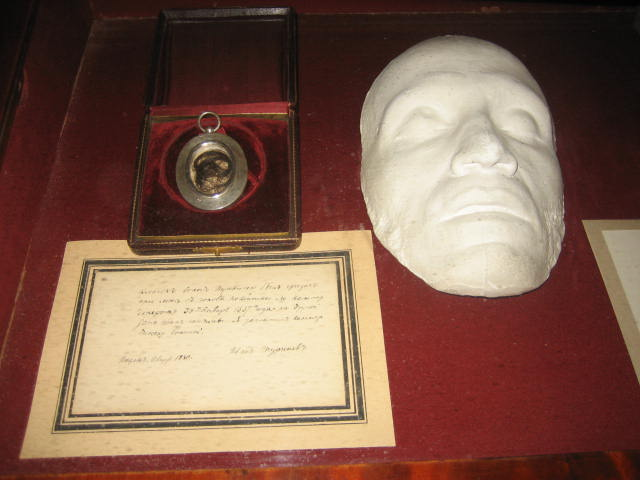
Посмертна маска і прядка волосся Пушкіна в музеї Пушкіна на Мойці, 12, Санкт-Петербург

Посмертна маска Олександра Сергійовича Пушкіна — гіпсовий зліпок з обличчя померлого поета, виготовлений у день його смерті.

## Виготовлення
Маску було вироблено під наглядом скульптора С. І. Гальберга, про що свідчить лист, написаний П. О. Плетньовим до В. Г. Теплякова:
П. О. Плетньов:

Перед тою хвилиною, як йому очі треба було на віки закрити, я встиг до нього. Тут були й Жуковський з Михайлом Вієльгорським, Даль (доктор і літератор), і ще не пам'ятаю хто. Такої мирної кончини я й уявити не мав. Наразі ж відправився до Гальберга. З померлого зняли маску, по якій виготовили тепер чудове погруддя.
Оригінальний текст (рос.)
Перед тою минутою, как ему глаза надобно было на веки закрыть, я поспел к нему. Тут были и Жуковский с Михаилом Виельгорским, Даль (доктор и литератор), и ещё не помню кто. Такой мирной кончины я вообразить не имел прежде. Тотчас отправился к Гальбергу. С покойника сняли маску, по которой приготовили теперь прекрасный бюст.
— цит. за працею Февчук Л. П.
Марія Каменська, дочка графа Ф. П. Толстого, оповідає про свою зустріч з Плетньовим у день смерті Пушкіна та свідчить, що безпосередньо зняттям маски займався формувальник-литійник Балін, якого запросив її батько:
М. Ф. Каменська:

Усе скінчено! Олександр Сергійович наказав Вам довго жити! — промовив він [Плетньов] ледь чутно, витираючи рукавичкою сльозу… Будь ласка, граф, швидше пришліть зняти маску! Та й приїжджайте! — майже закричав Плетньов, повернув візника і кудись поскакав. А батько мій зі мною перебіг Неву додому, зараз же послав за литійником Баліним, що мешкав проти воріт Академії по четвертій лінії, та відправив його знімати маску з Пушкіна. Балін зняв її напрочуд вдало.
Оригінальний текст (рос.)
Всё кончено! Александр Сергеевич приказал вам долго жить! — проговорил он [Плетнёв] едва слышно, отирая перчаткой слезу... Пожалуйста, граф, поскорее пришлите снять маску! Да приезжайте! — почти закричал Плетнёв и, повернув извозчика, куда-то ускакал. А отец мой со мной перебежал Неву домой, сейчас же послал за литейщиком Балиным, который жил против ворот Академии по четвёртой линии, и отправил его снимать маску с Пушкина. Балин снял её удивительно удачно.
— цит. за М. О. Рибаковим
Добре відомі копії маски, виготовленої Баліним і Гальбергом, вони зберігаються в музеях Пушкіна, краєзнавчих музеях, бібліотеках.

## Копії першого відливу
Найбільшу цінність являють собою маски першого відливу, виготовлені безпосередньо з відбитка обличчя в гіпсі. З листа М. І. Любимова до М. П. Погодіна від 22 лютого 1837 року відомо, що таких копій було виготовлено не більш 15, всі вони були замовлені В. А. Жуковським та незабаром роздані.
Достовірно відомо місцезнаходження лише чотирьох масок першого відливу:
- Примірник, що належав графині Є. Ф. Тизенгаузен, дочці Є. М. Хитрово, внучці М. І. Кутузова, знаходиться в Москві, в музеї О. С. Пушкіна.
- У цьому ж музеї зберігається ще один примірник, переданий у 1920-х роках з Парижа засновником першого у світі музею Пушкіна колекціонером О. Ф. Онєгіним. Онєгін отримав цю маску від свого друга П. В. Жуковського, сина поета В. А. Жуковського.
- Примірник в бібліотеці Тартуського університету.
- Маска, що імовірно належала В. І. Далю, знаходиться в Оренбурзькому обласному краєзнавчому музеї.

Інші примірники першого відливу втрачено або їх місцезнаходження невідоме. Один з них належав М. М. Ге, художник отримав його від Т. Б. Сємєчкіної, небоги К. К. Данзаса (друг Пушкіна та його секундант на останній дуелі); ще один було передано В. А. Жуковським кишинівському другу Пушкіна В. П. Горчакову. Про маску, що належала Горчакову є відгук відомого антрополога, професора Д. М. Анучіна:

Найкраща [маска], яку нам довелося побачити, була виставлена на московській ювілейній виставці [1899 р.] А. І. Свєчіним, родичем В. П. Горчакова […] Риси обличчя на цій масці виступають виразно, смерть і хвороба не наклали ще на них свій гнітючий відбиток.
Оригінальний текст (рос.)
...лучшая, какую нам пришлось видеть была выставлена на московской юбилейной выставке А. И. Свечиным, родственником В. П. Горчакова [...] Черты лица на этой маске выступают отчётливо; смерть и болезнь не наложили ещё на них своего удручающего отпечатка.
— Д. М. Анучін
Інші маски першого відливу, як вважає пушкіністка Л. П. Февчук, належали С. Л. Пушкіну, П. В. Нащокину, Є. А. Баратинському, барону М. М. Сердобіну, М. І. Любимову, М. П. Погодіну й С. П. Шевирьову.

## Інші копії
У 1898 році професор Київського Імператорського університету св. Володимира В. А. Удінцев познайомився в Парижі з колекціонером О. Ф. Онєгіним. Онєгін повідомив, що у нього знаходиться одна з посмертних масок Пушкіна, з якої відтворені копії. Удінцев повернувся до Києва та 21 серпня 1898 р. написав заяву в Правління університету з пропозицією звернутися до колекціонера з проханням пожертвувати одну маску поета Університету св. Володимира, й 3 вересня до Парижа було відправлено листа. Відповідь на ім'я ректора Ф. Я. Фортинського надійшла у квітні наступного року:
О. Ф. Онєгін:

Вельмишановний Федір Якович 

Сьогодні 2 (14) квітня відправив я великою швидкістю на Ваше ім'я — в Університет — великий ящик […] з 17-ма масками з обличчя О. С. Пушкіна. Відправив його саме до Вас, як до першого хто звернувся до мене із виявом бажання отримати маску Пушкіна для ввіреного Вам Університету […]
Оригінальний текст (рос.)
Многоуважаемый Фёдор Яковлевич 

Сегодня 2 (14) апреля отправил я большою скоростью на Ваше имя — в Университет — большой ящик [...] с 17-ю масками с лица А. С. Пушкина. Отправил его именно к Вам, как к первому из обратившихся ко мне с заявлением желания получить маску Пушкина для вверенного Вам Университета [...]
— («Тень Пушкина меня усыновила»)
Далі в листі Онєгін висловив прохання передати копії маски в різні місця за списком:
- До Санкт-Петербурзького університету — ящик з 5 масками, з них передати 4:
  - Олександрівському ліцею;
  - Училищу правознавства;
  - Академії Наук;
  - Публичній бібліотеці;
- До Московського університету — ящик с 2 масками
  - одна з них — Рум'янцевському музею;
- Одеському університету;
- Харківському університету;
- Казанському університету;
- Томському університету;
- Варшавському університету;
- Юр'ївскому університету;
- Гельсінгфорському університету;
- Ніжинському Історико-філологічному інституту;
- Ярославському (Демидівському) юридичному ліцею.

Посилку Онєгіна було отримано, і маска Пушкіна, призначена Київському університету, експонувалася на виставці, присвяченій 100-річчю з дня народження Пушкіна в Києві. Ректор університету запропонував у 1900 році послати Онєгіну примірник виданої Університетом збірки «Пам'яті Пушкіна». Правління Університету також виконало прохання колекціонера та маски були відіслані за вказаними адресами, про що свідчать листи подяки, які надійшли згодом до Університету.